# Hespèrion XXI

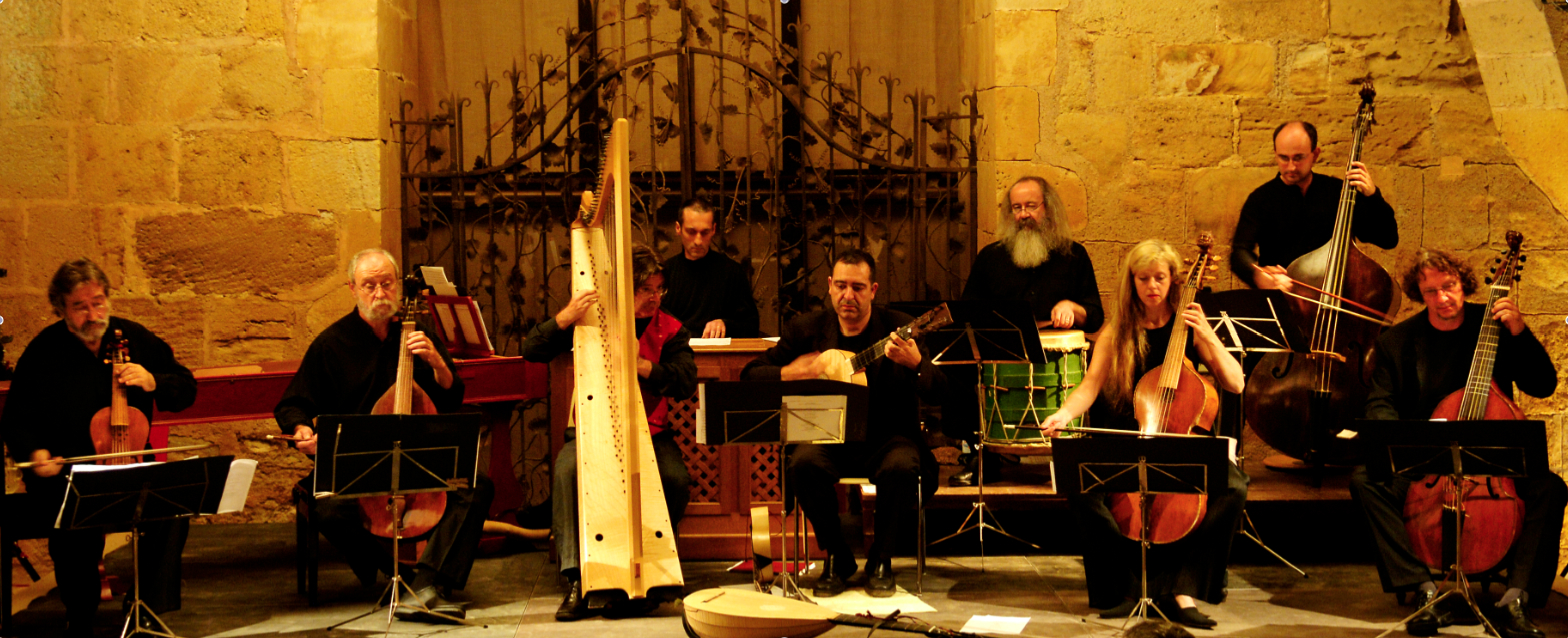
Hespèrion XXI (2016)

Hespèrion XXI (gesprochen: Hesperion veintiuno; früher Hespèrion XX gesprochen: Hesperion veinte) ist ein international besetztes Ensemble, welches sich auf die Interpretation Alter Musik, im Sinne der historischen Aufführungspraxis spezialisiert hat. Es wurde 1974 in Basel von Jordi Savall (Streichinstrumente, insbesondere Gambe) und seiner Ehefrau Montserrat Figueras (Vokalistin, Sopran), Lorenzo Alpert (Flöten, Perkussion) und Hopkinson Smith (Zupfinstrumente), begründet.

## Name und Programm
Hesperia nannten die Alten Griechen das für sie nahezu unerreichbare Land Hispanien am westlichen Ende des Mittelmeeres. Hesperos (Abendstern) nannten sie den für den Menschen nicht erreichbaren Planeten Venus, der am westlichen Abendhimmel erscheint. Für die Gründer der Gruppe stand und steht der Name Hesperion XXI (respektive XX) für ein weit entferntes, unbekanntes Musikland, das es aus dem 21. (20.) Jahrhundert zu entdecken gilt (galt). Dies gilt für die Alte Musik Deutschlands und Italiens, aber in besonderer Weise für diejenige Spaniens, wo der Kulturstrang zu dieser Musik durch die Reconquista, die Rückeroberung Spaniens von den Mauren, vollkommen abgerissen war. Der Name der Gruppe spiegelt also ihr Programm: Sie versucht sich der Alten Musik zu nähern, ohne jedoch dabei die große zeitliche Distanz zu dieser Musik zu leugnen.

## Der musikalische Weg

### Mittelalterliche Musik
Die ersten Aufnahmen des Ensembles thematisierten die weltliche Musik Spaniens zwischen 1450 und 1550. Jordi Savall kontrastierte dabei christliche und jüdische Musiktraditionen. So stehen Lieder aus dem Umkreis König Ferdinands und des Herzogs von Alba Romanzen der Sephardim gegenüber.
Mitte der 1970er-Jahre, als Hespèrion XX seine ersten Schallplatten veröffentlichte, befand sich die historische Aufführungspraxis noch in den Kinderschuhen. Jordi Savall stellte den Inhalt der mittelalterlichen Musikstücke und deren zeitgemäße Interpretation in den Mittelpunkt der Bemühungen von Hespèrion XX. Die Gruppe konzentrierte sich vor allen Dingen auf jenes Repertoire, bei dem vokale und instrumentale Elemente eng aufeinander bezogen sind. Dies trifft insbesondere auf die weltliche Musik zu.
Die Gruppe wurde in ihrem Vokal-Programm durch die Sopranstimme von Montserrat Figueras geprägt. Sie machte es möglich, mit den Liebesliedern der Trobairitz ein Repertoire neu zu erschließen, das bisher vernachlässigt worden war.

### Die Hinwendung zur Barock-Musik
Einen Namen hatte sich Hespèrion XX zunächst mit Einspielungen mittelalterlicher Musik erworben. Ab den 1980er Jahren hat sich das Ensemble durch die Integration mehrerer Gamben der Barock-Musik geöffnet. So wurde 1981 unter dem Titel Hamburger Ratsmusik eine Schallplatte mit Tänzen des Engländers William Brade aus der Zeit um 1600 produziert.
Ab den späten 1980er-Jahren, als nahezu alle Interpreten Alter Musik gezwungen waren, sich auf eine Epoche (Mittelalter, Renaissance oder Barock) zu spezialisieren, machte Jordi Savall Hespèrion XX vorwiegend zum Sachwalter der französischen und englischen Instrumentalmusik, was den in das Orchester integrierten Gamben sehr entgegenkam. Savall vermied aber jegliches "Schubladen"-Denken und jede thematische Engführung. So wandte er sich mit der zu Hespèrion XXI umbenannten Gruppe 1999 der sephardischen Musik in der Diaspora, 2004 der Musik im Umfeld von Isabella I. von Kastilien und 2005 der Musik zu Don Quijote zu.

## Würdigung
Hespèrion XXI war und ist in allen internationalen Konzertsälen und bei allen größeren Festivals zu Gast. Beim Publikum und bei den Kritikern erntete das Ensemble vielfaches Lob. Seine Aufnahmen wurden mit zahlreichen Musikpreisen ausgezeichnet (siehe Liste: Preise).
Angesichts des über 30-jährigen Wirkens der Gruppe wurde geäußert: Der Traum Hermann Hesses in seinem Glasperlenspiel, dass die Wiederbelebung der Alten Musik eine der kulturellen Leistungen des 20. Jahrhunderts sein werde, sei „auch dank des Wirkens von Hespèrion XX / XXI Realität geworden“.

## Preise
- Grand Prix de l’académie du Disque Français
- Edison-Preis Amsterdam
- Grand Prize of the Charles Cros Academy of France
- Grand Prize of the Japanese Recording Academy
- Cannes Classic Award
- Diapason d’or
- Grand Prix FNAC
- Giorgio Gini Foundation Prize
- ECHO Klassik (2013) Kammermusik-Einspielung des Jahres[4]

## Diskografie
Die nachfolgend genannten Aufnahmen sind nach dem Erscheinungsdatum gereiht. Allerdings wird jeweils die neueste CD-Edition, sofern eine solche vorliegt, angegeben.

### Aufnahmen als Hespèrion XX
- 1976 – Weltliche Musik im Christlichen und Jüdischen Spanien (1450–1550).Information auf medieval.org (englisch)

Aktuelle CD-Ausgabe:
- Music from Christian & Jewish Spain. Virgin Veritas 5615912 (2 CDs). (Die beiden CDs tragen den Titel: Court Music and Songs from the Age of the Discoverers 1492–1553 y Sephardic Romances from the Age before the Expulsion of the Jews from Spain 1492)

- 1977 – Canciones y Danzas de España. Lieder und Tänze der Cervantes-Zeit (1547–1616). Information auf medieval.org (englisch). Aktuelle CD-Ausgabe: siehe Zusammenstellungen / Rekompilationen España antigua.
- 1978 – Musicque de Ioye. Astrée (Naïve) ES 9966. Information auf medieval.org (englisch)
- 1978 – Cansós de Trobairitz. Lyrik der Trobairitz, um 1200 Information auf medieval.org (englisch).

Aktuelle CD-Ausgabe:
- 1990 EMI Clectrola GmbH, Köln CDM 7 63417 2

- 1978 – El Barroco Español. Tonos humanos & Instrumental music c. 1640–1700. Virgin Veritas 61346. Information auf medieval.org (englisch)
- 1978 – Samuel Scheidt: Ludi Musici (Prima Pars). Paduana, galliarda, couranta, alemande, intrada, canzonetto … Information auf medieval.org (englisch). Aktuelle CD-Ausgabe: siehe Zusammenstellungen / Rekompilationen A Musical Banquet
- 1979 – Llibre Vermell de Montserrat. Eine Pilgerfahrt des 14. Jahrhunderts. Virgin Veritas 5611742. Information auf medieval.org (englisch); 1989 Digital remastering Electrola GmbH under exclusive license to Virgin Classics, EMI 7243 5 61174 2 6, LC 7873

- 1979 – Giovanni Gabrieli – Giuseppe Guami. Canzoni da sonare à 4, 5, 6, 7, 8 ed 10 voci con B.c. Information auf medieval.org (englisch). Aktuelle CD-Ausgabe: siehe Zusammenstellungen / Rekompilationen A Musical Banquet.
- 1980 – Orlande de Lassus: Sacræ cantiones. Collegium vocale, miembros del Knabenchor Hannover y Hespèrion XX. Musique en Wallonie MWH 1002 (LP). Information auf medieval.org (englisch)
- 1982 – Battaglie e lamenti – Schlacht und Klage. DG Archiv 2533 468 (LP). Information auf medieval.org (englisch)
- 1983 – XXIII Fantasies par Eustache du Caurroy. Astrée (Naïve) ES 9931. Information auf medieval.org (englisch)
- 1983 – François Couperin: Les Nations (1726). Astrée (Naïve) ES 9956 (2 CDs). (Information  medieval.org – auf Englisch)
- 1983 – Brade: Hamburger Ratsmusik um 1600. Intraden, Paduanen und Galliarden. Deutsche Harmonia Mundi 77476 (2 CDs). Information auf medieval.org (englisch)
- 1984 – Viva rey Ferrando. Renaissance music from the Neapolitan Court, 1442–1556. Virgin Veritas 5 61222 2 2. Information auf medieval.org (englisch)
- 1985 – Tobias Hume: Poeticall musicke. Paul Hillier y Hespèrion XX. Deutsche Harmonia Mundi (BMG) 77847. Information auf medieval.org (englisch)
- 1986 – François Couperin: Les Apothéoses (1724/1725). Concert instrumental sous le titre d’Apothéose composé à la mémoire immortelle de l’incomparable M. de Lully. Astrée (Naïve) ES 9947. Information auf medieval.org (englisch)
- 1986 – Johann Sebastian Bach: Die Kunst der Fuge. Alia Vox AV 9818 A+B (2 CDs). Alia Vox AVSA 9818 A+B (SACD). Information auf medieval.org (englisch)
- 1986 – Antonio de Cabezón (1510–1566). Instrumental works. Information auf medieval.org (englisch). Aktuelle CD-Ausgabe: siehe Zusammenstellungen / Rekompilationen España antigua.
- 1986 – Johann Hermann Schein: Banchetto musicale. Virgin Veritas CDM 7243 5 61399 2 3. Information auf medieval.org (englisch)
- 1987 – Ensaladas. Flecha, Heredia, Arauxo. Hespèrion XX y Studio musicae Valencia. Astrée (Naïve) ES 9961. Information auf medieval.org (englisch)
- 1987 – Hammerschmidt: Vier Suiten aus "Erster Fleiß". Ars Musici 1170. Information auf medieval.org (englisch)
- 1988 – John Dowland: Lachrimæ or Seven Teares 1604. Astrée (Naïve) ES 9949. Information auf medieval.org (englisch)
- 1988 – Juan del Enzina: Romances & Villancicos, Salamanca, 1496. Astrée (Naïve) ES 9925. Information auf medieval.org (englisch)
- 1989 – Christopher Tye: Lawdes Deo. Astrée (Naïve) ES 9939. Information auf medieval.org (englisch)
- 1989 – Johann Rosenmüller: Sonate da Camera & Sinfonie, 1654–1682. Astrée (Naïve) ES 9979. Information auf medieval.org (englisch)
- 1990 – Jenkins: Consort Music for Viols in six parts. Astrée (Naïve) ES 9962. Information auf medieval.org (englisch)
- 1991 – Lope de Vega: Intermedios del Barroco Hispánico. Astrée (Auvidis) E 8729. Information auf medieval.org (englisch)
- 1992 – El Cancionero de Palacio, 1474–1516. Música en la corte de los Reyes Católicos. Astrée (Naïve) ES 9943. Information auf medieval.org (englisch)
- 1992 – El Cancionero de la Colombina, 1451–1506. Música en el tiempo de Cristóbal Colón. Astrée (Naïve) ES 9954. Information auf medieval.org (englisch)
- 1992 – El Cancionero de Medinaceli, 1516–1556. Música en el tiempo de Carlos V. Astrée (Naïve) ES 9973. Information auf medieval.org (englisch)
- 1992 – Cristóbal de Morales: Officium Defunctorum. Missa Pro Defunctis. La Capella Reial de Catalunya y Hespèrion XX. Astrée (Naïve) ES 9926. Information auf medieval.org (englisch)
- 1992 – Francisco Guerrero: Sacrae Cantiones. La Capella Reial de Catalunya y Hespèrion XX. Astrée (Naïve) ES 9953. Information auf medieval.org (englisch)
- 1992 – Tomás Luís de Victoria: Cantica Beatae Virginis. La Capella Reial de Catalunya y Hespèrion XX. Astrée (Naïve) ES 9975. Information auf medieval.org (englisch)
- 1993 – Alfonso X El Sabio: Cantigas de Santa Maria. Strela do dia. La Capella Reial de Catalunya y Hespèrion XX. Astrée (Naïve) ES 9940. Information auf medieval.org (englisch)
- 1994 – Folias & Canarios. Astrée (Naïve) ES 9974. Information auf medieval.org (englisch)
- 1994 – Matthew Locke: Consort of Fower Parts. Astrée (Naïve) ES 9921. Information auf medieval.org (englisch)
- 1994 – Jeanne La Pucelle. (B.S.O.). La Capella Reial de Catalunya y Hesperion XX. Astrée (Naïve) ES 9938. Information auf medieval.org (englisch)
- 1995 – Henry Purcell: Fantasias for the Viols (1680). Astrée (Naïve) ES 9922. Information auf medieval.org (englisch)
- 1997 – Samuel Scheidt: Ludi Musici, Hamburg, 1621. Astré (Naïve) ES 9980. Information auf medieval.org (englisch)
- 1998 – Joan Cabanilles, 1644–1712. Batalles, Tientos & Passacalles. Alia Vox AV 9801. Information auf medieval.org (englisch)
- 1998 – Elizabethan Consort Music, 1558–1603. Alberti, Parsons, Strogers, Taverner, White, Woodcock, Anonymes. Alia Vox AV 9804. Information auf medieval.org (englisch)

### Aufnahmen als Hespèrion XXI
- 1999 – Díaspora Sefardí. Romances & Música instrumental. Alia Vox AV 9809 A+B (2 CDs). Information auf medieval.org (englisch)
- 2000 – Anthony Holborne: The teares of the Muses. Elizabethan Consort Music, Vol. II. Alia Vox AV 9813. Information auf medieval.org (englisch)
- 2000 – Carlos V. Mille Regretz: La Canción del Emperador. La Capella Reial de Catalunya y Hespèrion XXI. Alia Vox AV 9814 (CD). Alia Vox AVSA 9814 (SACD-H). Information auf medieval.org (englisch)
- 2000 – Battaglie & Lamenti (1600–1660). Monteverdi, Peri, Fontei, Strozzi. Alia Vox AV 9815. Information auf medieval.org (englisch)
- 2001 – Ostinato. Falconiero, Marini, Merula, Ortiz, Pachelbel, Purcell, Rossi, Valente & Anonimi. Alia Vox AV 9820. Information auf medieval.org (englisch)
- 2002 – William Lawes: Consort Sets in Five & Six parts. Alia Vox AV 9823 A+B (2 CDs). Information auf medieval.org (englisch)
- 2003 – Alfonso Ferrabosco, the Younger: Consort Music to the Viols in 4, 5 & 6 Parts. Alia Vox AV 9832. Information auf medieval.org (englisch)
- 2003 – Villancicos y Danzas Criollas. De la Ibéria Antigua al Nuevo Mundo, 1559–1759. La Capella Reial de Catalunya y Hespèrion XXI. Alia Vox AV 9834. Information auf medieval.org (englisch)
- 2004 – Isabel I, Reina de Castilla (Musicas Reales, vol. III). Luces y Sombras en el tiempo de la primera gran Reina del Renacimiento 1451–1504. La Capella Reial de Catalunya y Hespèrion XXI. Alia Vox AV 9838 (CD). Alia Vox AVSA 9838 (SACD-H). Information auf medieval.org (englisch)
- 2005 – Don Quijote de la Mancha. Romances y Músicas. La Capella Reial de Catalunya y Hespèrion XXI. Alia Vox AVSA 9843 A+B (2 SACD-H). Information auf medieval.org (englisch)
- 2005 – Altre Follie 1500-1750. Albicastro, Cabanilles, Cabezón, Corbetta, Correlli, Falconiero, Piccinini, Sanz, Storace, Vivaldi & Anon. Alia Vox AV 9844 (CD). Alia Vox AVSA 9844 (SACD-H). Information auf medieval.org (englisch)
- 2006 – Orient – Occident. Alia Vox AV 9848 (CD). Alia Vox AVSA 9848 (SACD-H). Information auf medieval.org (englisch)
- 2006 – Christophorus Columbus. Paraísos Perdidos. La Capella Reial de Catalunya y Hespèrion XXI. Alia Vox AVSA 9850 (SACD-H). Information auf medieval.org (englisch)
- 2010 – The Borgia Dynasty La Capella Reial de Catalunya, Hespèrion XXI. Alia Vox 9874
- 2011 – Hispania & Japan – Dialogues La Capella Reial de Catalunya, Hespèrion XXI, Jordi Savall. Alia Vox 2011 (mit Montserrat Figueras, Ken Zuckerman, Prabhu Edouard, Masako Hirao, Hiroyuki Koinuma, Ichiro Seki, Yukio Tanaka)
- 2014 – Bal-Kan / Miel et sang – Honey and Blood.
- 2018 – Bailar Cantando: Fiesta Mestiza en el Perú La Capella Reial de Catalunya, Hespèrion XXI, Jordi Savall, Tembembe Ensamble Continuo
- 2019 – Ibn Battuta: The Traveler of Islam 1304–1377 Hespèrion XXI, Jordi Savall

### Zusammenstellungen / Rekompilationen
- 2001 – España Antigua. Virgin 7243 5 61 964 2 1. Information auf medieval.org (englisch). Eine CD-Box mit folgenden Einspielungen
  - Cansós de Trobairitz
  - Llibre Vermell de Montserrat
  - Weltliche Musik im Christlichen und Jüdischen Spanien (1450–1550) (2 CDs). Hier unter dem Titel: Court Music and Songs from the Age of the Discoverers 1492–1553 y Sephardic Romances from the Age before the Expulsion of the Jews from Spain 1492
  - Viva rey Ferrando. Hier unter dem Titel: Renaissance music from the Neapolitan Court, 1442–1556
  - Antonio de Cabezón (1510–1566). Instrumental works
  - Canciones y Danzas de España.
  - El Barroco Español – Tonos humanos & Instrumental music c.1640–1700.
- 2001 – Music for the Spanish Kings. Virgin Veritas 7243 5 61875 2 8. Information auf medieval.org (englisch). Eine Box mit 2 CDs folgender Aufnahmen:
  - Viva rey Ferrando. Hier unter dem Titel: Renaissance music from the Neapolitan Court, 1442–1556
  - Antonio de Cabezón (1510–1566). Instrumental works
- 2002 – A Musical Banquet. Schein, Scheidt, Gabrieli. Virgin Veritas 7243 5 62 028 2 5. Information auf medieval.org (englisch). Box mit folgenden Aufnahmen:
  - Johann Hermann Schein: Banchetto musicale
  - Samuel Scheidt: Ludi Musici (prima pars)
  - Giovanni Gabrieli – Giuseppe Guami: Canzoni da sonare
- 2003 – Pieces for the viols. Astrée (Naïve) "Musica Britannica" ES 9986. Information auf medieval.org (englisch). Box mit 5 CDs folgender Aufnahmen
  - Matthew Locke: Consort of Fower Parts
  - Tobias Hume: Musicall Humors (1605)
  - Christopher Tye: Lawdes Deo – Complete Consort Musicke
  - John Dowland: Lachrimae or Seven Teares (1604)
  - Henry Purcell: Fantasias for the Viols (1680)
- 2004 – Jordi Savall – Music in Europe 1550–1650. Virgin "Classics" 7243 4 82025 2 9. Information auf medieval.org (englisch). Eine Box mit 5 CDs folgender Aufnahmen:
  - Antonio de Cabezón (1510–1566). Instrumental works
  - Canciones y Danzas de España.
  - Giovanni Gabrieli – Giuseppe Guami: Canzoni da sonare
  - Johann Hermann Schein: Banchetto musicale
  - Samuel Scheidt: Ludi Musici (prima pars)